# Université Grenoble-Alpes
Université Grenoble-Alpes (UGA) je javno istraživačko sveučilište sa sjedištem u Grenobleu, Francuska.

## Povijest
UGA se smatra jednom od vodećih akademskih institucija u tehnologiji i znanosti, među mnogim drugim područjima, uključujući administraciju i ekonomiju. Prema Šangajskoj ljestvici (2020.) jedno je od 100 najboljih sveučilišta u svijetu i peto je najbolje francusko sveučilište.

## Vanjske poveznice
- Université Grenoble-Alpes